# Amalia Wasserberger
Amalia Wasserberger, także Małka Wasserberger (ur. 1 kwietnia 1869 w Trąbkach, zm. 29 stycznia 1936 w Krakowie) – żydowska działaczka społeczna i filantropka.

## Życiorys
Urodziła się 1 kwietnia 1869 roku w Trąbkach. Wyszła za mąż za handlowca Hermana Wasserbergera, właściciela krakowskiej łuszczarni ryżu. Małżeństwo mieszkało na Podgórzu i razem angażowało się w pomoc potrzebującym, prowadząc m.in. własną fundację dla ubogich należących do lokalnej społeczności żydowskiej oraz działając w organizacjach filantropijnych. Amalia wspierała m.in. rozbudowę zakładu sierót żydowskich oraz zapisała kamienicę przy ul. Krakusa 8 (dom, w którym mieszkała przez pewien czas z rodziną) Stowarzyszeniu Dom Sierot Żydowskich. W 1941 roku Dom Sierot Żydowskich przeniesiono z siedziby przy ul. Dietla 64 do kamienicy ofiarowanej przez Wasserberger, która znajdywała się ówcześnie na terenie getta krakowskiego; instytucja mieściła się w nim przez 13 miesięcy, aż do zmniejszenia granic getta. Wasserberger zmarła 29 stycznia 1936 roku w Krakowie. Została pochowana starym cmentarzu żydowskim na Podgórzu.   

## Upamiętnienie
Po śmierci żony Herman Wasserberger sfinansował budowę ambulatorium dla szpitala żydowskiego; pawilon niósł imię Amalii. 13 listopada 1936 roku przy ul. Stromej 9, gdzie w tym okresie znajdywała się synagoga, odsłonięto tablicę pamiątkową, która miała uczcić jej zasługi na polu filantropii. Przy ul. Krakusa 8 znajdują się z kolei dwie tablice pamiątkowe przypominające postać Amalii Wasserberger: jedna na fasadzie budynku, druga wewnątrz.